# Kaakkurisaari (ö i Tunturi-Lappi)
Kaakkurisaari är en ö i Finland. Den ligger i sjön Vakkojärvi och i kommunen Enontekis i den ekonomiska regionen  Fjäll-Lappland  och landskapet Lappland, i den norra delen av landet, 900 km norr om huvudstaden Helsingfors. Öns area är 0,4 hektar och dess största längd är 90 meter i öst-västlig riktning.